# Hispar Muztagh
De Hispar Muztagh is een bergketen in de Pakistaanse Karakoram. De Hispar Muztagh is onderdeel van de Grote Karakoram, het hoogste deel van het gebergte. In de Karakoram is alleen de Baltoro Muztagh, die verder naar het oosten ligt, hoger. De hoogste top in de Hispar Muztagh is Distaghil Sar (7885 m). Andere hoge toppen zijn Khunyang Chhish (7852 m), Kanjut Sar (7760 m) en Trivor (7577 m).
Ten westen van de Hispar Muztagh wordt de Grote Karakoram doorsneden door het dal van de Hunza, waar de Karakoram Highway doorloopt. Aan de andere kant loopt de bergkam verder in de Batura Muztagh. Ten zuiden van de Hispar Muztagh ligt het Hispardal met de Hispargletsjer, dat de keten scheidt van het Rakaposhi-Haramoshmassief van de Kleine Karakoram. Ten noorden van de Hispar Muztagh ligt het Shimshaldal.